# Zézé
Zézé – bürgerlich José Gilson Rodriguez (* 18. Dezember 1942 in Varginha; † 31. Mai 2006 ebenda) – war ein brasilianischer Fußballspieler. In Deutschland wurde Zézé durch sein Engagement beim 1. FC Köln (1964–1965) bekannt. In der Fußball-Bundesliga kam der Angreifer auf fünf Ligaeinsätze. Nach Köln gekommen ist der brasilianische Fußballspieler 1964 vom Madureira EC und 1965 ging er auch wieder nach Brasilien zurück und schloss sich dem Associação Portuguesa de Desportos (Portuguesa) in São Paulo an.

## Karriere
Aufgewachsen ist Zézé in Vila Barcelona, dem bevölkerungsreichsten Bezirk von Varginha. Mit fünf Jahren zog die Familie nach Nova Iguaçu im Bundesstaat Rio de Janeiro. Hier begann er ab der Schulzeit in diversen Schul- und Jugendteams Fußball zu spielen. Großes Vorbild war Vater Américo Rodriguez, der in jungen Jahren ein umjubelter Fußballer beim Varginha Esporte Clube gewesen war. Erst mit 17 Jahren wurde José Mitglied des Madureira Esporte Clube, ging aber schon nach einem Jahr zu Guaratinguetá Futebol, wo er bis Januar 1964 aktiv war. Das Jahr 1964 wurde zu einem hektischen Hin und Her: Kurz zurück zu Madureira (Januar/Februar), März/April zu São Paulo Futebol Clube, im April/Mai nach Italien zum AC Florenz und im Juni/Juli wieder zurück nach Madureira um schließlich  ab Juli 1964 in der Bundesliga beim 1. FC Köln zu landen.
Der Stürmer war gemeinsam mit Raoul Tagliari vom Meidericher SV der erste Brasilianer in der Fußball-Bundesliga. 1964 holte ihn Kölns Präsident Franz Kremer für 150.000 DM nach Deutschland – auf die bloße Empfehlung des Spielervermittlers Julius Ukrainczyk hin und ohne Zézé ein einziges Mal beobachtet zu haben. Als in der Kölner Presse erste Meldungen vom Kölner Interesse veröffentlicht wurden, glaubten viele an einen geheimen Deal. Es wurde spekuliert, dass der FC den berühmten Pelé verpflichten wolle. Als dann ein anderer Brasilianer aus dem Flugzeug stieg, war die Enttäuschung groß. Seine neuen Mitspieler lernte Zézé im Badeort Trouville in der Normandie kennen. Der FC weilte mit Spielerfrauen und Kindern eine Woche lang zum „Sommertrainingslager“ im Norden Frankreichs. Gemeinsam mit Franz Kremer stieß er zur Mannschaft. Am 26. Juli 1964 trug er bei einem Freundschaftsspiel in Trouville gegen eine Normandie-Auswahl erstmals das FC-Trikot. Köln gewann die Partie mit 10:1 und der Neuzugang hatte das Tor zum 3:0 erzielt. Als der Titelverteidiger die Saison 1964/65 am 22. August 1964 mit einem Heimspiel gegen Hertha BSC die Runde eröffnete, stürmte Zézé bei der 2:3-Heimniederlage auf Linksaußen. Nach einer 2:0-Führung für den FC drehte Hertha in den letzten 20 Spielminuten das Spiel und der Mann aus Brasilien lernte die rustikale Zweikampfführung des Verteidigers Otto Rehhagel kennen. Später bezeichnete er den Fußball in Deutschland stets als „hart und gewalttätig“. Die Kollegen Karl-Heinz Thielen, Hans Schäfer, Christian Müller und Wolfgang Overath komplettierten den Angriff des amtierenden deutschen Meisters. Der weitere Neuzugang Johannes Löhr debütierte in der Bundesliga am 3. Spieltag. Nach dem Startelfeinsatz kam Zézé gut dreieinhalb Monate lang in keinem Pflichtspiel mehr zum Zuge.
Schwere Integrationsprobleme machten dem Brasilianer zu schaffen. Die für seinen Magen schwer verdauliche Kost und Probleme beim Erlernen der deutschen Sprache waren ebenso ein Handicap wie die ungewohnte Spielweise in der Bundesliga. Hinzu kam eine Verletzung und ein weiteres Problem: Zézé konnte sich nicht an das Klima in Deutschland gewöhnen, insbesondere an das Winterwetter. Ausgerechnet am 5. Dezember 1964, den 14. Spieltag, beim Auswärtsspiel gegen den 1. FC Nürnberg, wurde er zum zweiten Mal von Trainer Knöpfle in der Bundesliga zum Einsatz gebracht. Der FC trat ohne Hans Schäfer, Christian Müller und Karl-Heinz Thielen an und der Winter hatte das Frankenland im Griff. Sein Mitspieler Fritz Pott erinnert sich: „Auf dem Rasen lag knöcheltiefer Schnee und es war saukalt. Zézé zitterte schon beim Betreten des Platzes am ganzen Körper, ihn da aufzustellen, war schlichtweg wahnsinnig.“ Genau wie der Rest des Teams ging Zézé bei der 0:3-Niederlage sang- und klanglos unter. Dabei war Zézé fraglos ein begnadeter Fußballer. „Was der am Ball konnte, war beeindruckend. Man hatte das Gefühl, die Kugel klebt ihm an den Füßen“, berichtete Hannes Löhr. Bis zum Saisonende kam er noch in drei weiteren Bundesligaspielen zum Einsatz, ohne dabei seine Qualitäten unter Beweis zu stellen. Herausgehoben werden muss aber sein Einsatz am 17. März 1965 beim Rückspiel an der Anfield Road vor 48.948 Zuschauern gegen den FC Liverpool im Europapokal der Meister. Der FC erkämpfte sich nach leidenschaftlichem Einsatz mit der Angriffsbesetzung Thielen, Zézé, Löhr, Overath und Heinz Hornig ein 0:0 und damit ein Entscheidungsspiel gegen den englischen Meister.
Mit dem Spiel am 27. März 1965, einem 3:0-Heimerfolg gegen den 1. FC Kaiserslautern, verabschiedete sich Zézé aus der Bundesliga. Beim Freundschaftsspiel in München gegen den FC Bayern (2:0) am 22. Mai 1965 trug der mit großen Hoffnungen nach Köln gekommene Akteur letztmals den FC-Dress. Kurz zuvor hatte ihm der bekannte „FC-Zahnarzt“ Hans Koell noch acht erkrankte Zähne entfernt. Nach nur einem Jahr verließ Zézé die Kölner wieder und kehrte in seine Heimat zurück, nachdem ein Arzt ihm eine Schnee-Allergie diagnostizierte.
Im Februar 2000 kehrte der Brasilianer auf Einladung des WDR und des 1. FC Köln nach Köln zurück, traf dabei alte Weggefährten wie Karl-Heinz Thielen, Wolfgang Weber und Heinz Hornig. Am 31. Mai 2006 verstarb José Gilson Rodriguez in seiner Heimatstadt an den Folgen einer Krebserkrankung.

## Erfolge
1. FC Köln
- 1965 Deutscher Vize-Meister